# انت واتس
انت واتس (انگلیسی: Annette Watts؛ زادهٔ ۵ فوریهٔ ۱۹۵۹) سرمربی (بسکتبال)، و بازیکن بسکتبال اهل ایالات متحده آمریکا است.